# Heinis (Noord-Brabant)
De Heinis is een straat en natuurgebied in 's-Hertogenbosch. De naam komt terug in een straatnaam in Rosmalen. De Heinis is een van de weinig overgebleven stukjes winterdijk van de Maas. Ook bij Bruggen, Rosmalen, zijn er stukjes winterdijk te zien. De oude dijk liep helemaal door naar Orthen. Door de komst van de A2 is de dijk doorsneden. De dijk is in de 14e eeuw aangelegd en was de zuidzijde van de Polder van der Eigen en het stroomgebied van de Beerse Maas. 
Het gebied is ongeveer 28 hectare groot en is eigendom van de gemeente 's-Hertogenbosch en Brabants Landschap. Projectontwikkelaar Jacques Stienstra had delen van het gebied aangekocht om er een bedrijvenpark van te maken omstreeks 1980. Na protesten is de ontwikkeling naar een bedrijvenpark niet doorgegaan.
Het gebied heeft in het verleden overstromingen gehad. De wielen die er nu nog zijn, zijn er de stille getuigen van. De dijk was onderdeel van de linie gedurende het Beleg van 's-Hertogenbosch in 1629.
De Heinis is ingeklemd door bedrijventerreinen en de verschillende wijken van 's-Hertogenbosch. Dit maakt de Heinis een stukje natuur midden in de stad.

## Trivia
- In Bosch dialect wordt het gebied Den Hennist genoemd.

## Externe link

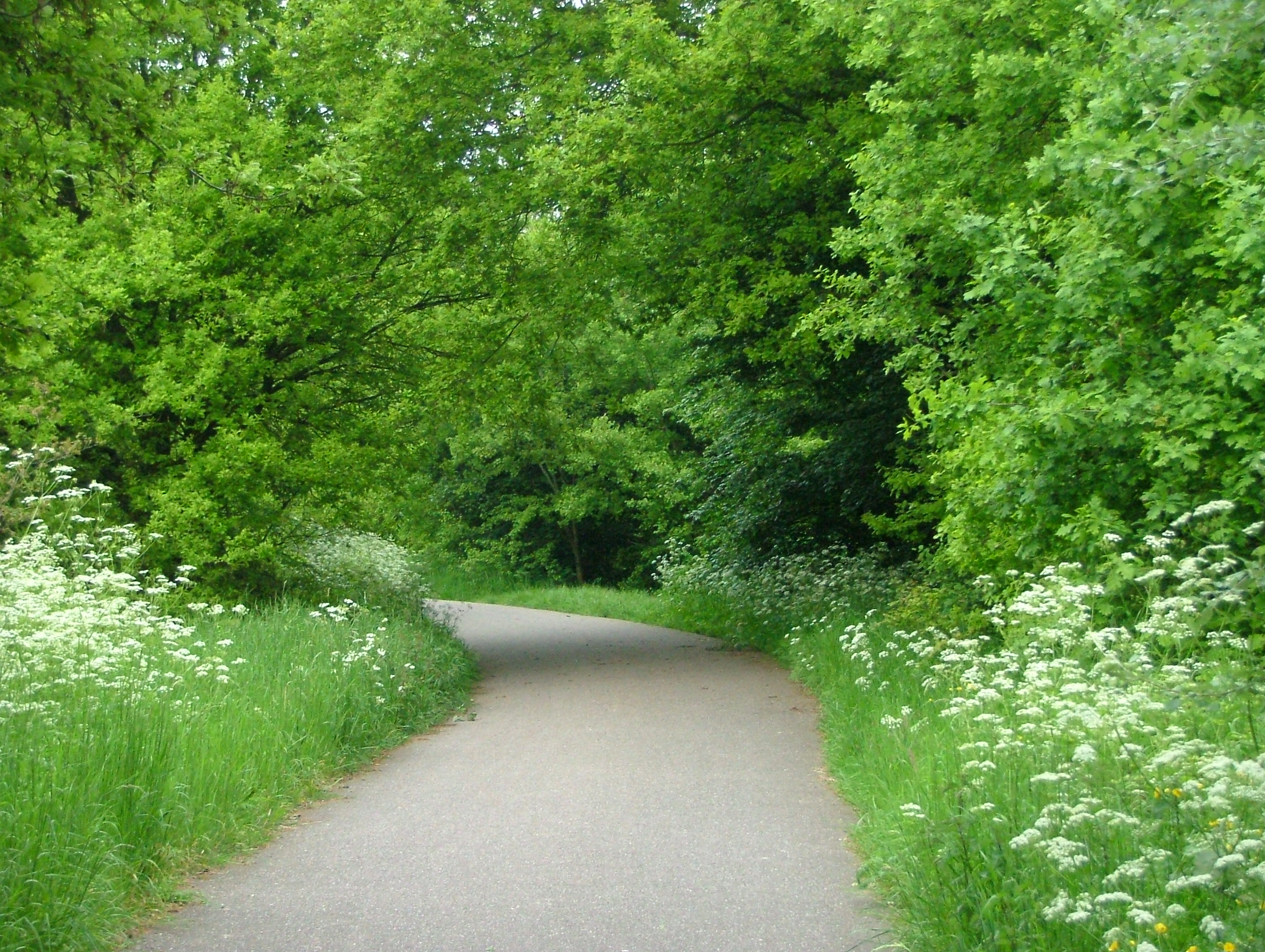
Fietspad in de Heinis